# シリア国営放送
Syria TVは、シリア衛星放送として知られていて, the Syrian General Organization of Radio and TV and broadcast nationwideによるデジタル放送である。 放送局は、1995年から拠点を首都のダマスカスに置いている。